# Кырыккудык (Акмолинская область)
Кырыккудык (каз. Қырыққұдық; до 1998 г. — Черняховское) — село в Степногорской городской администрации Акмолинской области Казахстана, образует административно-территориальную единицу «Село Кырыккудык».
- Код КАТО — 111851100[3].
- Код КАТО административной единицы — 111851000[4]

## История
Основано в 1955 году. До 1998 года носило название Черняховское.
Село Кырыкудык было административным центром и единственным населённым пунктом Черняховского сельского округа Аккольского района. В 2013 году передано из Аккольского района в подчинение Степногорской городской администрации.

## Население
В 1989 году население села составляло 1241 человек (из них казахов 60%, русских 21%).
В 1999 году население села составляло 888 человек (431 мужчина и 457 женщин). По данным переписи 2009 года, в селе проживало 567 человек (283 мужчины и 284 женщины).
По данным аппарата акима села, в Кырыккудыке 136 дворов, из них в 112 дворах имеются подсобные хозяйства.
| Численность населения | Численность населения | Численность населения |
| 1989                  | 1999                  | 2009                  |
| --------------------- | --------------------- | --------------------- |
| 1241                  | ↘888                  | ↘567                  |